# Fischteiche Blumberger Mühle
Das Naturschutzgebiet Fischteiche Blumberger Mühle liegt auf dem Gebiet der Stadt Angermünde im Landkreis Uckermark in Brandenburg.
Das Gebiet mit der Kenn-Nummer 1058, das zum Biosphärenreservat Schorfheide-Chorin gehört, wurde mit Verordnung vom 1. Oktober 1990 unter Naturschutz gestellt. Das rund 320,3 ha große Naturschutzgebiet mit den Blumberger Fischteichen und der Blumberger Mühle erstreckt sich südwestlich von Görlsdorf, einem Ortsteil von Angermünde. Am nördlichen Rand des Gebietes verläuft die Landesstraße L 239, am südlichen Rand erstreckt sich der etwa 330 ha große Wolletzsee. Durch das Gebiet hindurch fließt die Welse, ein linker Nebenfluss der Oder.